# Heinrich Christian Schumacher
Para el botánico danés, ver Heinrich Christian Friedrich Schumacher
Heinrich Christian Schumacher (Bramstedt, Holstein, 3 de septiembre de 1780 - 28 de diciembre de 1850) fue un astrónomo alemán, fundador de la revista Astronomische Nachrichten (publicación histórica que sigue siendo una de las más prestigiosas en el campo de la astronomía).

## Semblanza
Schumacher fue director del observatorio astronómico de Mannheim de 1813 a 1815 y profesor de astronomía en Copenhague. En 1817 dirigió la triangulación de Holstein, que años más tarde permitió completar el estudio geodésico de Dinamarca (finalizado después de su muerte). Para realizar su trabajo se estableció permanentemente en Altona, donde fundó el Observatorio de Altona (cerrado en 1871). En esta ciudad se dedicó a la publicación de Ephemerides (11 partes, 1822-1832) y de la revista que fundó en 1821, Astronomische Nachrichten (que todavía se sigue editando), de la que publicó treinta y un volúmenes.
En 1829 recibió la Medalla de oro de la Real Sociedad Astronómica.

## Eponimia
- El cráter lunar Schumacher lleva este nombre en su memoria.[1]
- El asteroide (5704) Schumacher también conmemora su nombre.[2]